# منتخب جمهورية إفريقيا الوسطى لكرة السلة
منتخب جمهورية أفريقيا الوسطى الوطني لكرة السلة (بالفرنسية: Équipe de République centrafricaine de basket-ball) هو ممثل جمهورية أفريقيا الوسطى الرسمي في المنافسات الدولية في كرة السلة .